# Syneches deficiens
Syneches deficiens är en tvåvingeart som först beskrevs av Walker 1859.  Syneches deficiens ingår i släktet Syneches och familjen puckeldansflugor. Inga underarter finns listade i Catalogue of Life.